# وان مختار
وان مختار هو سياسي ماليزي، ولد في 21 مارس 1932، وتوفي في 21 سبتمبر 2020. نشط حزبياً في المنظمة الوطنية الملايوية المتحدة. وقد انتخب عضو ديوان الرعية ‏.